# محمد علي خان
محمد علي خان (توفي عام 1895)، كان نوَّاباً إمارة تونك في الهند. كانت تونك إمارة في شمال غرب الهند وهي اليوم جزء من ولاية راجستان. وعندما أُطيح بالنوَّاب (الوالي) في عام 1867، وفي طريقة إلى المنفى، أولاً قصد مكة والمدينة لأداء فريضة الحج في عام 1870.